# Philyra (Océanide)
Pour les articles homonymes, voir Philyra.
Philyra (en grec ancien Κερκηίς / Kerkêís) est, dans la mythologie grecque, une Océanide, fille d'Océan et de Téthys citée par Hésiode dans sa liste d'Océanides. C'est la mère du centaure Chiron qu'elle a eu de Cronos.

## Famille

### Ascendance
Ses parents sont les titans Océan et Téthys. Elle est l'une de leur multiples filles, les Océanides, généralement au nombre de trois mille, et a pour frères les Dieux-fleuve, eux aussi au nombre de trois mille. Ouranos (le Flot) et Gaïa (la Terre) sont ses grands-parents tant paternels que maternels.

### Descendance
Philyra s'unit avec Cronos, qui se transforme en cheval et la rend ainsi mère du centaure Chiron. Elle est également la mère des Ichtyocentaures Aphros et Bythos qu'elle a également de Cronos.